# Tomás de Torrejón y Velasco
Tomás de Torrejón y Velasco Sánchez, född 23 december 1644 i Villarrobledo, död 23 april 1728 i Lima, var en spansk tonsättare, musiker och organist verksam i Peru.

## Biografi
Torrejón y Velasco föddes i Villarrobledo och tillbringade sin barndom i staden Fuencarral (nu en stadsdel i Madrid), födelseplatsen för hans far Miguel de Torrejón, en jägare i Filip IV av Spaniens tjänst. År 1658, medan han fortfarande befann sig i Spanien, trädde han i tjänst hos Pedro Fernández de Castro y Andrade, greve av Lemos, som senare blev vicekung av Peru. År 1667 reste han till Lima tillsammans med den nye vicekungen, som en av vicekungens 113 personliga följeslagare. Från den 21 november 1667 till 1672 var han föreståndare för livrustkammaren i Lima. År 1673 utnämndes han till magistrat och överdomare i provinsen Chachapoyas, en position som han innehade i fyra år. År 1676 utnämndes han till maestro de capilla vid katedralen i Lima och ersatte Juan de Araujo. Han stannade på den posten till sin död mer än femtio år senare 1728. Torrejón var djupt religiös och höll sig ovillkorligen till sin tids etiska och juridiska ramverk, liksom den katolska kyrkans föreskrifter. Han var gift två gånger (hans första hustru dog) och fick sammanlagt sex barn, av vilka fem gick in i religiösa ordnar. Han dog i Lima 1728.
Torrejóns verk är några av de viktigaste för den spanska barockrörelsen i de amerikanska kolonierna. Under hela sin karriär som tonsättare fick han stor uppmärksamhet; hans villanicos (spanska sånger) var kända så långt bort som i Guatemala, och både i Trujillo och Cuzco efterfrågades hans åsikter innan avgörande musikaliska beslut fattades.
Femton av hans originalmanuskript finns bevarade i de historiska arkiven i Guatemalas katedral. Han är författare till den första kända operan som skrevs i Amerika, La púrpura de la rosa (1701). Hans rorro (vaggvisa) sjöngs fortfarande i Cusco många år efter hans död. Av särskilt intresse är hans polykörkompositioner för två orglar. En andra orgel installerades i katedralen i Lima 1680 och Torrejón y Velasco komponerade en polykoral villancico speciellt för de två orglarna.

## Verklista

### Opera
- La púrpura de la rosa (1701)

### Övriga verk
(med basso continuo om inte annat anges)
- A este sol peregrino, 4vv
- Aladas gerarquias a quien toca, 7vv
- Angelicas milicias, 12vv
- A Señor que se acerca, 4vv
- Atencion que para hacer en todo cabal la fiesta, 4vv
- Aves flores, 11vv (1683)
- Ave verum corpus, 4vv
- Cantarico que bas a la fuente, 4vv (1678?)
- Desta rosa tan bella, 2vv
- Desvelado dueño mio, 8vv
- Dixit Dominus, 10vv
- Enigma soy viviente, 2vv
- Es mi Rosa bella, vv (1679?)
- Gilguerillo que contas gimiendo, 2vv
- Ha de el ver, 3vv
- Incognito barquero que surcas, 1v
- Lamentation for Wednesday of Holy Week, 8vv
- Luzeros volad, 1–2vv, instrumenter
- Magnificat sexti toni, 12vv
- Nisi Dominus, 3vv
- Quando el bien que adoro, 2vv
- Quatro plumages ayrosos, 4vv
- Regem cui omnia vivunt, 8vv
- Si el alba sonora se cifra en mi voz, 2vv (1719?)
- Tenganmele señores, 4vv
- Triste caudal de lagrimas, 2vv
- Varquero que surcas, 1v